# Filmographie de Ralph Fiennes
 (mai 2020).
Si vous disposez d'ouvrages ou d'articles de référence ou si vous connaissez des sites web de qualité traitant du thème abordé ici, merci de compléter l'article en donnant les références utiles à sa vérifiabilité et en les liant à la section « Notes et références ».
 (avril 2020).
Cette liste présente les films de Ralph Fiennes.

## Cinéma

### Acteur
- 1992 : Les Hauts de Hurlevent (Wuthering Heights) de Peter Kosminsky : Heathcliff
- 1993 : The Baby of Mâcon de Peter Greenaway : le fils du prêtre
- 1993 : La Liste de Schindler (Schindler's List) de Steven Spielberg : Amon Göth
- 1994 : Quiz Show de Robert Redford : Charles Van Doren
- 1995 : Strange Days de Kathryn Bigelow : Lenny Nero
- 1996 : Le Patient anglais (The English Patient), d'Anthony Minghella : Comte László Almásy
- 1997 : Oscar et Lucinda (Oscar and Lucinda) de Gillian Armstrong : Oscar Hopkins
- 1998 : Chapeau melon et bottes de cuir (The Avengers) de Jeremiah S. Chechik : John Steed
- 1998 : Le Prince d'Égypte (The Prince of Egypt) de Brenda Chapman, Steve Hickner et Simon Wells : Ramsès II (voix)
- 1999 : Sunshine d'István Szabó : Ignatz Sonnenschein / Adam Sors / Ivan Sors
- 1999 : Onegin de Martha Fiennes : Eugene Onegin
- 1999 : La Fin d'une liaison (The End of the Affair) de Neil Jordan : Maurice Bendrix
- 2002 : Spider de David Cronenberg : Spider
- 2002 : L'Homme de la Riviera (The Good Thief) de Neil Jordan : Tony Angel
- 2002 : Dragon rouge (Red Dragon) de Brett Ratner : Francis Dolarhyde
- 2002 : Coup de foudre à Manhattan (Maid in Manhattan) de Wayne Wang : Christopher Marshall
- 2004 : Génération Rx (The Chumscrubber), d'Arie Posin : Mayor Michael Ebbs
- 2005 : Chromophobia de Martha Fiennes : Stephen Tulloch
- 2005 : The Constant Gardener de Fernando Meirelles : Justin Quayle
- 2005 : Harry Potter et la Coupe de feu (Harry Potter and the Goblet of Fire) de Mike Newell : Lord Voldemort
- 2005 : Wallace et Gromit : Le Mystère du lapin-garou de Steve Box et Nick Park : Lord Victor Quartermaine (voix)
- 2006 : La Comtesse blanche (The White Countess) de James Ivory : Todd Jackson
- 2006 : Coups d'État (Land of the Blind) de Robert Edwards : Joe
- 2007 : Harry Potter et l'Ordre du Phénix (Harry Potter and the order of the phoenix) de David Yates : Lord Voldemort
- 2008 : Bons baisers de Bruges (In Bruges) de Martin McDonagh : Harry Waters
- 2008 : The Duchess de Saul Dibb : William Cavendish, 5e duc de Devonshire
- 2008 : The Reader de Stephen Daldry : Michael Berg (3e époque)
- 2009 : Démineurs (The Hurt Locker) de Kathryn Bigelow : Team Leader
- 2010 : Nanny McPhee et le Big Bang (Nanny McPhee and the Big Bang) de Susanna White : Lord Gray
- 2010 : Le Choc des Titans (Clash of the Titans) de Louis Leterrier : Hadès
- 2010 : Cemetery Junction de Ricky Gervais et Stephen Merchant : M. Kendrick
- 2010 : Harry Potter et les Reliques de la Mort, partie 1 (Harry Potter and the Deathly Hallows) de David Yates : Lord Voldemort
- 2010 : Harry Potter and the Forbidden Journey de Thierry Coup (court-métrage) : Lord Voldemort
- 2011 : Harry Potter et les Reliques de la Mort, partie 2 (Harry Potter and the Deathly Hallows) de David Yates : Lord Voldemort
- 2012 : Ennemis jurés (Coriolanus) de lui-même : Coriolan
- 2012 : La Colère des Titans (Wrath of the Titans) de Jonathan Liebesman : Hadès
- 2012 : De grandes espérances (Great Expectations) de Mike Newell : Magwitch
- 2012 : Skyfall de Sam Mendes : Gareth Mallory / M
- 2013 : The Invisible Woman de lui-même : Charles Dickens
- 2014 : The Grand Budapest Hotel de Wes Anderson : M. Gustave
- 2015 : Two women de Vera Glagoleva : Mikhail Rakitin
- 2015 : 007 Spectre de Sam Mendes : Gareth Mallory / M
- 2015 : A Bigger Splash de Luca Guadagnino : Harry
- 2016 : Ave, César ! (Hail, Caesar!) de Joel et Ethan Coen : Laurence Lorenz
- 2016 : Kubo et l'Armure magique (Kubo and the Two Strings) de Travis Knight : Raiden le Roi Lune (voix)
- 2017 : Lego Batman, le film (The Lego Batman Movie) de Chris McKay : Alfred Pennyworth (voix)
- 2017 : Sea Sorrow de Vanessa Redgrave : Prospero
- 2018 : Noureev (The White Crow) de lui-même : Pushkin
- 2018 : Holmes and Watson d'Etan Cohen : le professeur Moriarty
- 2019 : Official Secrets de Gavin Hood : Ben Emmerson
- 2020 : Le Voyage du Docteur Dolittle (Dolittle) de Stephen Gaghan : Barry, un tigre (voix)
- 2020 : Mourir peut attendre (No Time to Die) de Cary Joji Fukunaga : M
- 2020 : The King's Man : Première mission (The King's Man) de Matthew Vaughn : le Duc d'Oxford
- 2021 : The Dig de Simon Stone : Basil Brown
- 2022 : The Menu de Mark Mylod : Chef Slowik
- 2022 : The Forgiven de John Michael McDonagh : David Henninger
- 2023 : The Wonderful Story of Henry Sugar de Wes Anderson
- 2024 : Conclave d'Edward Berger
- 2025 : 28 Ans plus tard (28 Years Later) de Danny Boyle

### Réalisateur
- 2012 : Ennemis jurés
- 2013 : The Invisible Woman
- 2018 : Noureev (The White Crow)

## Télévision
- 1990 : A Dangerous Man: Lawrence After Arabia de Christopher Menault : Thomas Edward Lawrence
- 1991 : Suspect numéro 1 (Prime Suspect) de Christopher Menault : Michael
- 1993 : The Cormorant de Peter Markham : John Talbot
- 2000 : Il était une fois Jésus (The Miracle Maker) de Derek W. Hayes et Stanislav Sokolov : Jésus (voix)
- 2000 : How Proust Can Change Your Life de Peter Bevan : Marcel Proust
- 2003 : Freedom : A History Of Us de Philip Kunhardt Jr. : Barton Simonson
- 2007 : Bernard et Doris (Bernard and Doris) de Bob Balaban : Bernard Lafferty
- 2011 : Page Eight de David Hare : Alec Beasley
- 2014 : Turks & Caicos : Alec Beasley